# أندي باتريك
أندي باتريك (بالإنجليزية: Andy Patrick)‏ هو سياسي أمريكي، ولد في 5 أغسطس 1969. حزبياً، نشط في الحزب الجمهوري. وقد انتخب عضو مجلس نواب كارولاينا الجنوبية.